# Distrikt Yauca
Der Distrikt Yauca liegt in der Provinz Caravelí in der Region Arequipa im Südwesten von Peru. Der Distrikt wurde am 2. Januar 1857 gegründet. Er hat eine Fläche von 556,3 km². Beim Zensus 2017 wurden 1877 Einwohner gezählt. Im Jahr 1993 lag die Einwohnerzahl bei 1691, im Jahr 2007 bei 1708. Sitz der Distriktverwaltung ist die am rechten Flussufer des Río Yauca auf einer Höhe von 22 m 4 km vom Meer entfernt gelegene Kleinstadt Yauca mit 1468 Einwohnern (Stand 2017). 

## Geographische Lage
Der Distrikt Yauca liegt im Westen der Provinz Caravelí. Er reicht im Westen bis zur Mündung des Río Acarí. Er besitzt eine 28 km lange Küstenlinie am Pazifischen Ozean und reicht bis zu 30 km ins Landesinnere. Der Río Yauca durchfließt den Distrikt in südsüdwestlicher Richtung. In unmittelbarer Nähe des Flusses wird bewässerte Landwirtschaft betrieben. Das Gebiet besteht ansonsten aus Wüste. Im Norden des Distrikts erheben sich die Ausläufer der peruanischen Westkordillere. Die Nationalstraße 1S (Panamericana) durchquert den Distrikt in Küstennähe.
Der Distrikt Yauca grenzt im Westen an den Distrikt Acarí, im Norden an den Distrikt Jaquí sowie im Osten an den Distrikt Atiquipa.